# Гусев, Андрей Павлович
Андрей Павлович Гусев (1 сентября 1894, Некрасино, Клинский уезд, Московская губерния — 30 сентября 1959, Ереван) — советский военачальник, генерал-майор (16 октября 1943 года), участник Гражданской и Великой Отечественной войн.

## Биография
Андрей Павлович Гусев родился 1 сентября 1894 года в деревне Некрасино. В 1915 году окончил полковую учебную команду при 2-м запасном кавалерийском полку в городе Острогожск, в 1926 году — кавалерийские Краснознаменные Курсы усовершенствования командного состава РККА по отделу старшего комсостава.
Служил в Рабоче-крестьянской Красной армии с августа 1918 года по сентябрь 1937 (в сентябре 1937 года был арестован особым отделом дивизии и находился под следствием, 25 декабря 1939 года был освобожден из под ареста в связи с прекращением дела, 29 марта 1940 года восстановлен в кадрах РККА), и с марта 1940 года.
В Первую мировую войну в мае 1915 года поступил на военную службу, в 1916 году ушёл на фронт, воевал взводным командиром, в 1917 году за боевые отличия произведен в прапорщики и корнеты.
Во время Гражданской войны 30 ноября 1917 года вступил в красногвардейский отряд Острогожского совета солдатских и рабочих депутатов и назначен в нем командиром сотни.
В 1918 году был призван в РККА и назначен командиром конского запаса при Клинском уездном военкомате. До конца Гражданской войны служил во 2-й советской кавалерийской дивизии в Саранске в Пензенской губернии.
Во время Великой Отечественной войны был назначен командиром дивизии, которая входила в состав 6-й армии Юго-Западного фронта и участвовала в приграничном сражении. Затем был назначен командиром 78-й кавалерийской дивизии, которая в декабре вошла в состав Волховского фронта и заняла оборону в районе населенного пункта Мясной Бор.
С августа 1942 года был назначен заместителем командира 3-го гвардейского кавалерийского корпуса и участвовал с ним в Сталинградской битве и Ростовской наступательной операции. В апреле 1943 года был назначен начальником 1-го Орджоникидзевского Краснознаменного училища.
В декабре 1945 года направлен в Группу советских войск в Германии на должность заместителя командира 4-го гвардейского стрелкового Бранденбургского корпуса 8-й гвардейской армии. С сентября 1946 года — начальник военной кафедры Государственного института физической культуры Армянской ССР в городе Ереван.
С 16 августа 1950 года находится в отставке по болезни.

## Награды
- Орден Ленина (21.02.1945);
- три ордена Красного Знамени (29.03.1943, 03.11.1944, 24.06.1948)[2];
- Орден Красной Звезды (05.11.1942)